# Handball-Vierländerturnier in Dänemark 1991
Das Handball-Vierländerturnier in Dänemark 1991 war ein Handballturnier für Nationalmannschaften der Frauen in Dänemark.

## Tabelle
| Pl.                      | Land     | Sp. | S | U | N | Tore     | Diff. | Punkte |
| ------------------------ | -------- | --- | - | - | - | -------- | ----- | ------ |
| 1.                       | Dänemark | 3   | 2 | 0 | 1 | 074:550  | +19   | 4      |
| 2.                       | Litauen  | 3   | 2 | 0 | 1 | 076:640  | +12   | 4      |
| 3.                       | Schweden | 3   | 2 | 0 | 1 | 079:690  | +10   | 4      |
| 4.                       | Lettland | 3   | 0 | 0 | 3 | 065:1060 | −41   | 0      |
| Stand: 24. November 1991 |          |     |   |   |   |          |       |        |

## Spiele
| 22. November 1991 20:00 Uhr | Dänemark                | 41:19  | Lettland | Øster Hurup Zuschauer: 700 |
| 22. November 1991 20:00 Uhr | meiste Tore: Bogetoft 9 | (20:8) |          | Øster Hurup Zuschauer: 700 |
| 22. November 1991 20:00 Uhr | DHF                     |        |          | Øster Hurup Zuschauer: 700 |

| 22. November 1991 20:00 Uhr | Litauen        | 26:28   | Schweden                           | Fjerritslev Zuschauer: 500 |
| 22. November 1991 20:00 Uhr | meiste Tore: ? | (12:14) | meiste Tore: Hermansson-Högdahl 10 | Fjerritslev Zuschauer: 500 |
| 22. November 1991 20:00 Uhr | Spielbericht   |         |                                    | Fjerritslev Zuschauer: 500 |

| 23. November 1991 14:45 Uhr | Lettland                         | 25:36        | Schweden                | Skivehallen, Skive Zuschauer: 400 |
| 23. November 1991 14:45 Uhr | meiste Tore: 2 Spielerinnen je 6 | (14:19)      | meiste Tore: Ekelund 12 | Skivehallen, Skive Zuschauer: 400 |
| 23. November 1991 14:45 Uhr | Strafen: 1× 2×                   | Spielbericht | Strafen: 2×             | Skivehallen, Skive Zuschauer: 400 |

| 23. November 1991 16:30 Uhr | Dänemark                        | 15:21  | Litauen | Skivehallen, Skive Zuschauer: 500 |
| 23. November 1991 16:30 Uhr | meiste Tore: Solberg & Astrup 3 | (7:10) |         | Skivehallen, Skive Zuschauer: 500 |
| 23. November 1991 16:30 Uhr | DHF                             |        |         | Skivehallen, Skive Zuschauer: 500 |

| 24. November 1991 15:30 Uhr | Dänemark                         | 18:15  | Schweden                        | Stadionhaller , Ålborg Zuschauer: 700 |
| 24. November 1991 15:30 Uhr | meiste Tore: 3 Spielerinnen je 4 | (10:9) | meiste Tore: Olsson-Rosenberg 4 | Stadionhaller , Ålborg Zuschauer: 700 |
| 24. November 1991 15:30 Uhr | Spielbericht                     |        |                                 | Stadionhaller , Ålborg Zuschauer: 700 |

| 24. November 1991 | Litauen | 29:21 | Lettland |  |
| 24. November 1991 |         |       |          |  |
| 24. November 1991 | [ 1 ]   |       |          |  |